# Емельянов, Сергей Геннадьевич
Сергей Геннадьевич Емельянов (род. 11 августа 1964, Курск) — российский учёный и деятель образования, доктор технических наук, профессор, ректор Юго-Западного государственного университета с 2008 года. Член-корреспондент РААСН.

## Биография
Родился 11 августа 1964 года в городе Курске. После окончания школы (1981 год) поступил в Курский политехнический институт для обучения по специальности «Технология машиностроения, металлорежущие станки и инструменты» (машиностроительный факультет). В 1986 году успешно окончил курс обучения, получив диплом с отличием; также награждался знаком Министерства образования РФ «За отличную учёбу».
В 1987 году поступил в аспирантуру Тульского политехнического института (в настоящем ФГБОУ ВО «Тульский государственный университет») и в 1990 году досрочно защитил диссертацию на соискание учёной степени кандидата наук на тему"Математическая модель проектирования и изготовления сборных резцов, оснащённых многогранными неперетачиваемыми пластинами".
С января 1991 года продолжил работу на кафедре «Станки и инструменты», в 2000 году становится её заведующим.
В 1999 году зачислен в докторантуру Московского государственного технологического университета «Станкин» и в феврале 2001 г. защитил диссертацию на соискание учёной степени доктора наук на тему «Разработка теории методов и средств формирования поверхностей сборными металлорежущими инструментами на основе системного моделирования процесса их проектирования».
В 2001 году стал заведующим кафедры «Машиностроительные технологии и оборудование».
С 2002 по 2007 год являлся проректором по научной работе и международным связям КурскГТУ.
В 2008 году избран ректором КурскГТУ. В 2010 году приказом Федерального агентства по образованию от 12 мая 2010 года № 434 КурскГТУ переименован в Юго-Западный государственный университет (ЮЗГУ).
В 2024 году являлся доверенным лицом кандидата в президенты России Владимира Путина.

## Научная и образовательная деятельность
С. Г. Емельянов принимал участие в 147-ми международных и республиканских научных конференциях, симпозиумах и семинарах, где отмечались актуальность и научная значимость результатов исследований, изложенных в докладах.
С 1996 года — постоянный член организационного и программного комитетов ряда международных и республиканских конференций, семинаров, симпозиумов.
С 2001 года является инициатором Международной научно-технической конференции «Современные инструментальные системы, информационные технологии и инновации» и Международного инновационного форума «Инновации и социально-экономическое развитие регионов», проводимых на регулярной основе.
В качестве руководителя НИР участвовал в выполнении 58 проектов по различным направлениям экономики. Создал и руководит научной школой по разработке методов информационной интеграции и комплексной поддержки жизненного цикла сложных технических систем, которая в 2010 и 2012 годах стала победителем в конкурсе государственной поддержки ведущих научных школ. Студенческие и аспирантские разработки, выполняемые в рамках этой школы, неоднократно становились победителями многочисленных выставок и конкурсов.
В течение последних 5 лет — научный руководитель 14 проектов, выполняемых по заказам Минобрнауки России, Минобороны России и др.
С. Г. Емельянов также руководил исследовательскими проектами, осуществляемыми в рамках Федеральных целевых научно-технических программ «Федерально-региональная политика в науке и образовании», «Научный потенциал высшей школы», «Исследования по приоритетным направлениям в науке и технике» и др.
С. Г. Емельянов также руководил исследовательскими проектами, осуществляемыми в рамках Федеральных целевых научно-технических программ «Федерально-региональная политика в науке и образовании», «Научный потенциал высшей школы», «Исследования по приоритетным направлениям в науке и технике» и др.
В 2004 году С. Г. Емельяновым был выигран грант Президента РФ для молодых докторов наук.
Как руководитель коллектива и разработчик за разработку «Комплекса оборудования и технологий с управлением качеством нанесения многофункциональных покрытий для повышения работоспособности высоконагруженных узлов» удостоен премии Правительства Российской Федерации в области науки и техники (2009). В том же году за развитие совместных научных исследований в области IT-технологий, космических связей и нано-спутников решением Учёного совета Национального инженерного университета Перу присвоено звание почётного доктора UNI.
Список опубликованных трудов включает 1035 работ, из них монографий — 76, учебников и учебных пособий (в том числе с грифом УМО и Минобрнауки РФ) — 75, статей — 504, учебно-методических работ — 34, патентов на: — промышленные образцы — 107, изобретения — 190, полезные модели — 68, свидетельств о регистрации программ для ЭВМ — 10. Ряд учебников и учебных пособий, выпущенных в период с 2003 по 2005 годы были переизданы в 2007—2016 годах при финансовой поддержке Федерального агентства по печати и массовым коммуникациям в рамках ФЦП «Культура России».
Серия учебников и учебных пособий «Современное машиностроение» (Издательство «Высшая школа») награждена медалью «100 лучших ВУЗов России» в номинации «Учебник года».
Является заместителем председателя редакционной коллегии серии учебников и учебных пособий «Современное машиностроение», которая, признана «Учебником года — 2005» и награждена медалью «100 лучших Вузов России» в номинации «Учебник года».
В Юго-Западном государственном университете (ЮЗГУ) С. Г. Емельянов создал научно-исследовательский институт радиоэлектронных систем, лаборатории: ИКТИ РАН, ЦИТП РАН, Центр геоинформационных систем и технологий, Региональный центр информационной безопасности, Центр комплексной безопасности, Научно-образовательный центр «Инноватика», научно-образовательный центр «Уникальное приборостроение» и др.
Ведёт большую работу в сфере подготовки научных кадров. В 1996 году работа студента 5-го курса КурскГТУ В. В. Куца, научным руководителем которой являлся С. Г. Емельянов, получила статус «Лучшая студенческая научная работа России».
На настоящий момент С. Г. Емельяновым подготовлено 9 докторов технических наук и 21 кандидат наук. В настоящее время является членом двух диссертационных советов по присуждению учёных степеней.
С. Г. Емельянов участвует в реализации комплексных программ экономического развития региона, автор ряда проектов законодательных актов Курской области в сфере осуществления научной, научно-технической и инновационной деятельности. Участвовал в качестве научного руководителя в разработках «Стратегии социально-экономического развития Курской области на период до 2020 года» и «Программы социально-экономического развития Курской области на период до 2015 года».
Диссернет обнаружили научное руководство диссертаций с заимствованиями и некорректные научные публикации

## Общественная деятельность
С. Г. Емельянов принимает участие в работе различных общественных организаций, в частности некоммерческого партнёрства «Курский территориальный институт профессиональных бухгалтеров», Президентом которого является в настоящее время; активно участвует в общественной жизни Курской области, принимая участие в реализации комплексных программ экономического развития региона и разрабатывая проекты законодательных актов Курской области, связанных с научно-технической и инновационной деятельностью.
В сентябре 2020 года С. Г. Емельянов одержал уверенную победу на дополнительных выборах в Курское городское Собрание шестого созыва по одномандатному избирательному округу № 5, набрав 77,42 % голосов избирателей. https://gtrkkursk.ru/news/4899-dopvyborah-kurskoe-gorsobranie-pobedil-sergey-emelyanov.

### Членство в общественных и государственных органах
- Член ВАК Министерства образования и науки Российской Федерации.
- Член Межведомственного совета Министерства образования и науки Российской Федерации по присуждению премии Правительства Российской Федерации в области науки и техники.
- Член рабочей группы Министерства образования и науки Российской Федерации по присуждению стипендий Президента и Правительства Российской Федерации студентам и аспирантам.
- Член рабочей группы по принятию ФГОС Министерства образования и науки Российской Федерации.
- Члена конкурсной комиссии Министерства образования и науки Российской Федерации по присуждению стипендий А.Собчака.
- Главный редактор журнала «Известия Юго-Западного государственного университета» (включён в список ВАК).
- Председатель регионального редакционного совета журнала «Проблемы управления» (издатель ИПУ РАН).
- Член Координационного совета по информатизации и информационной безопасности при Губернаторе Курской области.
- Член Координационного совета по научной, научно-технической и инновационной деятельности Курской области.
- Председатель Координационного совета по инновационной деятельности при Главе Администрации г. Курска.
- Член общественных советов: при Главе Администрации г. Курска; при УВД и ГИБДД УВД по Курской области МВД РФ.
- Председатель Общественного совета Управления Росприроднадзора по Курской области.
- Сопредседатель регионального штаба ОНФ в Курской области.
- Член экспертного совета по присуждению стипендий Президента РФ и Правительства РФ Федерального агентства по образованию[12].
- Председатель комиссии по науке, образованию и культуре Общественной Палаты Курской области[2].
- Президент Курского территориального института профессиональных бухгалтеров[2].
- Председатель координационного совета по инновационной деятельности при Главе Администрации г. Курска[2].
- Член координационного совета по малому предпринимательству при Главе Администрации г. Курска[2].
- Член координационного совета по научной, научно-технической и инновационной деятельности при Правительстве Курской области[2].
- Член координационного Совета по информационной безопасности при Губернаторе Курской области[2].
- Заместитель Председателя редакционной коллегии серии «Современное машиностроение»[2].
- Член международной редакционной коллегии «Современное предпринимательство: социально-экономическое измерение»[2].
- Заместитель Председателя Курского регионального отделения Академии проблем качества РФ, академик Академии проблем качества РФ[2].
- Заместитель Председателя Курского регионального отделения Международной академии наук Высшей школы, академик МАН ВШ[2].

## Награды
За достигнутые успехи в учебной, научной и общественной деятельности С. Г. Емельянов имеет следующие награды и поощрения:
- Почётная грамота Министерства образования РФ (2004).
- Почётный работник высшего профессионального образования Российской Федерации (2009).
- Почётный доктор Национального инженерного университета Перу (2009)
- Лауреат премии Правительства Российской Федерации в области науки и техники (2010).
- Благодарность Министерства образования и науки Российской Федерации (2011, 2014, 2016, 2017).
- Медаль ордена «За заслуги перед Отечеством» II степени (2014)[13].
- Нагрудный знак «За взаимодействие» Министерства иностранных дел Российской Федерации (2014).
- Почётная грамота Государственной Думы Федерального собрания Российской Федерации (2014).
- Почётная грамота Федеральной службы по надзору в сфере образования и науки (2014).
- Благодарственное письмо Министерства образования и науки Российской Федерации (2017).
- Международная премия UTE (Эквадор).
- Золотая медаль Международного салона Invention Geneva (Швейцария, Женева) (2015, 2016, 2017).
- Общенациональная премия «Ректор года» в номинации по Центральному федеральному округу (2021)

## Основные труды
- Ilyichev V., Emelyanov S., Kolchunov V., Bakayeva N., Kobeleva S. ESTIMATION OF INDICATORS OF ECOLOGICAL SAFETY IN CIVIL ENGINEERING / Procedia Engineering. — 2015. Т. 117. — С. 126—131.
- Ильичёв В. А., Емельянов С. Г., Колчунов В. И., Бакаева Н. В. Социальные ожидания, жилищные программы и качество жизни на урбанизированных территориях / Промышленное и гражданское строительство. — 2014. № 2. — С. 3-7.
- Ильичёв В. А., Емельянов С. Г., Колчунов В. И., Бакаева Н. В., Кобелёва С. А. МОДЕЛИРОВАНИЕ И АНАЛИЗ ЗАКОНОМЕРНОСТЕЙ ДИНАМИКИ ИЗМЕНЕНИЯ СОСТОЯНИЯ БИОСФЕРОСОВМЕСТИМЫХ УРБАНИЗИРОВАННЫХ ТЕРРИТОРИЙ / Жилищное строительство. — 2015. № 3. — С. 3-9.
- Травуш В. И., Емельянов С. Г., Колчунов В. И. БЕЗОПАСНОСТЬ СРЕДЫ ЖИЗНЕДЕЯТЕЛЬНОСТИ — СМЫСЛ И ЗАДАЧА СТРОИТЕЛЬНОЙ НАУКИ / Промышленное и гражданское строительство. — 2015. № 7. — С. 20-27.
- Emelyanov S.G., Kuzko A.E., Kuzko A.V., Ryapolov P.A. STUDY OF CAPACITIVE AND ELECTRICAL CONDUCTIVITY CHARACTERISTICS OF THE SYSTEM «NANOSTRUCTURED ELECTRODES-DIELECTRIC LIQUID» / Журнал нано- и электронной физики. — 2014. Т. 6. № 3. — С. 03058-1-03058-4.
- Emelyanov S.G., Kuz’ko A.E., Kuz’ko A.V., Kuzmenko A.P., Timakov D.I. OPPORTUNITIES OF AFM IN THE DESCRIPTION OF CHARGE FORMATION FROM THE NANOSTRUCTURED ELECTRODE AT ELECTROCONVECTION / Журнал нано- и электронной физики. — 2013. Т. 5. № 4. — С. 04040-1-04040-3.
- Emelyanov S.G., Kuzko A.E., Kuzko A.V., Kuzmenko A.P., Belov P.A. INDUCTION OF POLYMERIZATION OF THE SURFACE NANOSTRUCTURES OF THE ELECTRODES BY ELECTRIC FIELD / Журнал нано- и электронной физики. — 2014. Т. 6. № 3. — С. 03057-1-03057-3.
- Емельянов С. Г., Кабанов В. А., Колмыкова Т. С. ИННОВАЦИИ В РЕШЕНИИ ПРОБЛЕМ ФОРМИРОВАНИЯ НОВЫХ ВОСПРОИЗВОДСТВЕННЫХ КОНТУРОВ НАЦИОНАЛЬНОЙ ЭКОНОМИКИ / Научно-технические ведомости Санкт-Петербургского государственного политехнического университета. — 2011. № 3 (121). — С. 45-49.
- Emel’yanov S.G., Yatsun E.I., Shvets S.V., Remnev A.I., Pavlov E.V. INFLUENCE OF BUILDUP IN LATHE PROCESSES ON TOOL LIFE AND SURFACE QUALITY / Russian Engineering Research. 2011. Т. 31. № 12. — С. 1276—1278.
- Emelyanov S.G., Kuzko A.E., Kuzko A.V., Ryapolov P.A. STUDY OF CAPACITIVE AND ELECTRICAL CONDUCTIVITY CHARACTERISTICS OF THE SYSTEM «NANOSTRUCTURED ELECTRODES-DIELECTRIC LIQUID» / Журнал нано- и электронной физики. — 2014. Т. 6. № 3. — С. 03058-1-03058-4.
- Emelyanov S.G., Kuz’ko A.E., Kuz’ko A.V., Kuzmenko A.P., Timakov D.I. OPPORTUNITIES OF AFM IN THE DESCRIPTION OF CHARGE FORMATION FROM THE NANOSTRUCTURED ELECTRODE AT ELECTROCONVECTION / Журнал нано- и электронной физики. 2013. Т. 5. № 4. — С. 04040-1-04040-3.
- Emelyanov S.G., Kuzko A.E., Kuzko A.V., Kuzmenko A.P., Belov P.A. INDUCTION OF POLYMERIZATION OF THE SURFACE NANOSTRUCTURES OF THE ELECTRODES BY ELECTRIC FIELD / Журнал нано- и электронной физики. — 2014. Т. 6. № 3. — С. 03057-1-03057-3.
- Emel’yanov S.G., Yatsun E.I., Shvets S.V., Remnev A.I., Pavlov E.V. INFLUENCE OF BUILDUP IN LATHE PROCESSES ON TOOL LIFE AND SURFACE QUALITY / Russian Engineering Research. 2011. Т. 31. № 12. — С. 1276—1278.
- Emel’yanov S.G., Sidorova V.V., Ponomarev V.V., Razumov M.S. DETERMINING THE GEOMETRIC PARAMETERS OF A SHEARED LAYER IN DRILLING OF NONFERROUS METALS AND ALLOYS WITH THE USE OF AXIAL VIBRATIONS / Chemical and Petroleum Engineering. 2017. Т. 52. № 11-12. — С. 796—800.
- Yemelyanov S.G., Polunin V.M., Storozhenko A.M., Postnikov E.B., Ryapolov P.A. SOUND SPEED IN A NON-UNIFORMLY MAGNETIZED MAGNETIC FLUID / Magnetohydrodynamics. — 2011. Т. 47. № 1. — С. 29-39.
- Емельянов С. Г., Карпова Г. В., Пауков В. М., Полунин В. М., Ряполов П. А. ОБ ОЦЕНКЕ ФИЗИЧЕСКИХ ПАРАМЕТРОВ МАГНИТНЫХ НАНОЧАСТИЦ / Акустический журнал. — 2010. Т. 56. № 3. — С. 316—322.
- Emelyanov S.G., Karpova G.V., Paukov V.M., Polunin V.M., Ryapolov P.A. ESTIMATION OF PHYSICAL PARAMETERS OF MAGNETIC NANOPARTICLES / Acoustical Physics. — 2010. Т. 56. № 3. — С. 283—289.
- Emelyanov S.G., Pakhomova E.G., Dubrakova K.O. RELIABILITY OF RC FRAME-BRACED SYSTEMS IN DANGEROUS GEOLOGICAL CONDITIONS / Journal of Applied Engineering Science. 2019. Т. 17. № 2. — С. 245—250.
- Емельянов С. Г., Лашнев С. И., Борисов А. Н. Геометрическая теория формирования поверхностей режущими инструментами. — Курск, 1997. — 390 с. — ISBN 5-7681-0025-3.
- Емельянов С. Г., Николаев А. В. Формальные грамматики и грамматические сети. Особенности применения при решении задач распознавания и обработки сложноструктурированных разнородных данных и знаний. — М.: Высшая школа, 2005. — 251 с. — ISBN 5-06-005514-0.
- Емельянов С. Г., Борисоглебская Л. Н. Экономический механизм стратегического управления развитием вуза. — М.: Высшая школа, 2007. — 223 с. — ISBN 978-5-06-005821-5.
- Емельянов С. Г., Атакищева И. В., Баянкина Е. Г. Комплексная защита объектов информации: учебное пособие по английскому языку. — Курск: КурскГТУ, 2008. — 98 с. — ISBN 978-5-7681-0370-5.
- Емельянов С. Г., Зубарев Е. К., Куприянова И. Ю. Оценка конкурентоспособности: учебное пособие для студентов вузов. — Курск: КурскГТУ, 2008. — 263 с. — ISBN 978-5-7681-0360-6.
- Емельянов С. Г., Пашин В. П., Богданов С. В. Государственная алкогольная политика в России: от Витте до Сталина (власть, общество, нелегальный рынок). — Курск: КурскГТУ, 2008. — 258 с. — ISBN 978-5-7681-0404-7.
- Емельянов С. Г., Куц В. В. Математическое моделирование сборных фасонных фрез. — Курск: КурскГТУ, 2008. — 253 с. — ISBN 978-5-7681-0364-4.
- Емельянов С. Г., Шаповалова Ю. Д., Якиревич Д. И. Ускоренное определение усталостных свойств сталей вихретоковым методом. — Курск: КурскГТУ, 2009. — 132 с. — ISBN 978-5-7681-0452-8.